# Mariä-Himmelfahrt-Kirche (Auw an der Kyll)

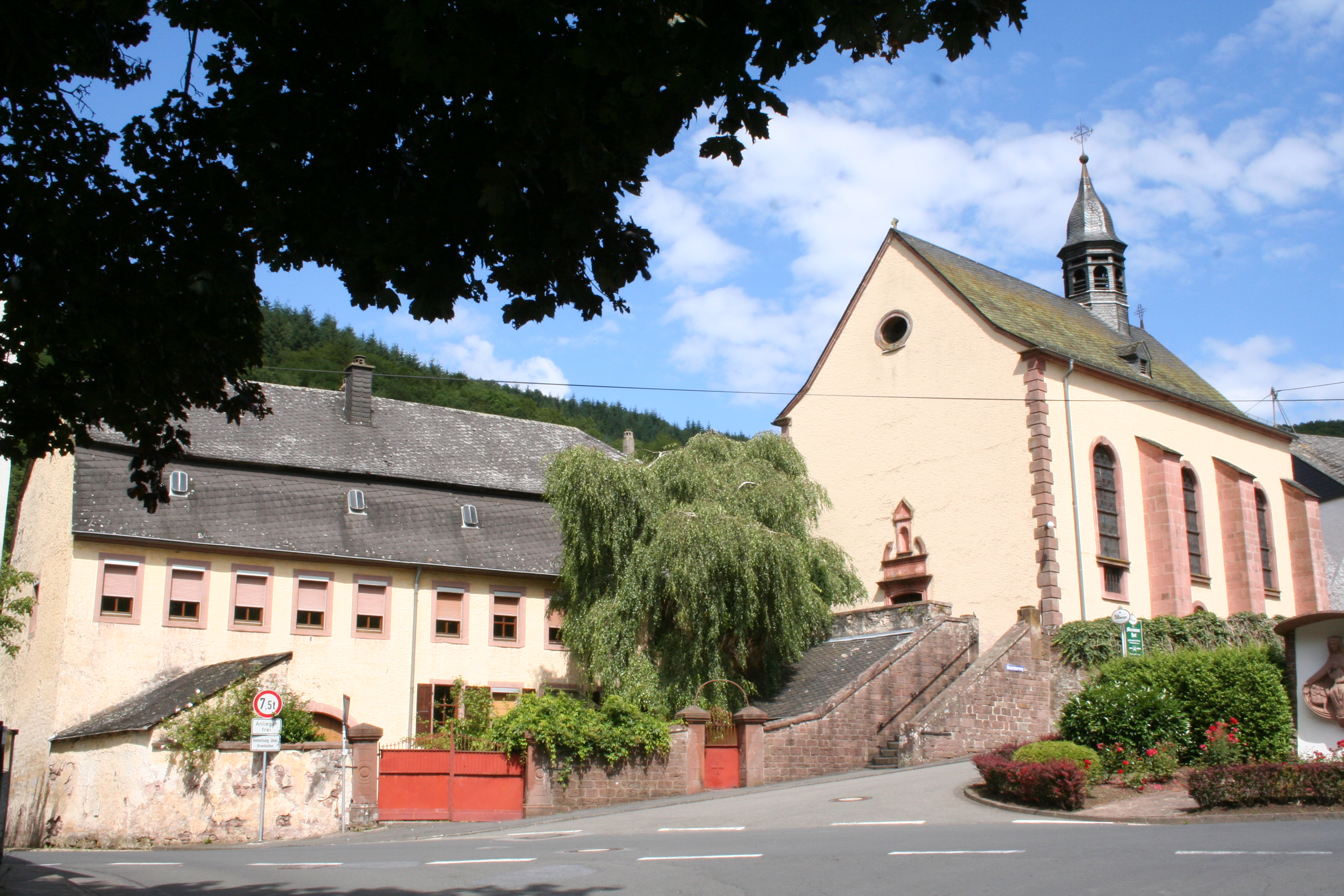
Pfarrkirche und ehem. Pfarrhaus

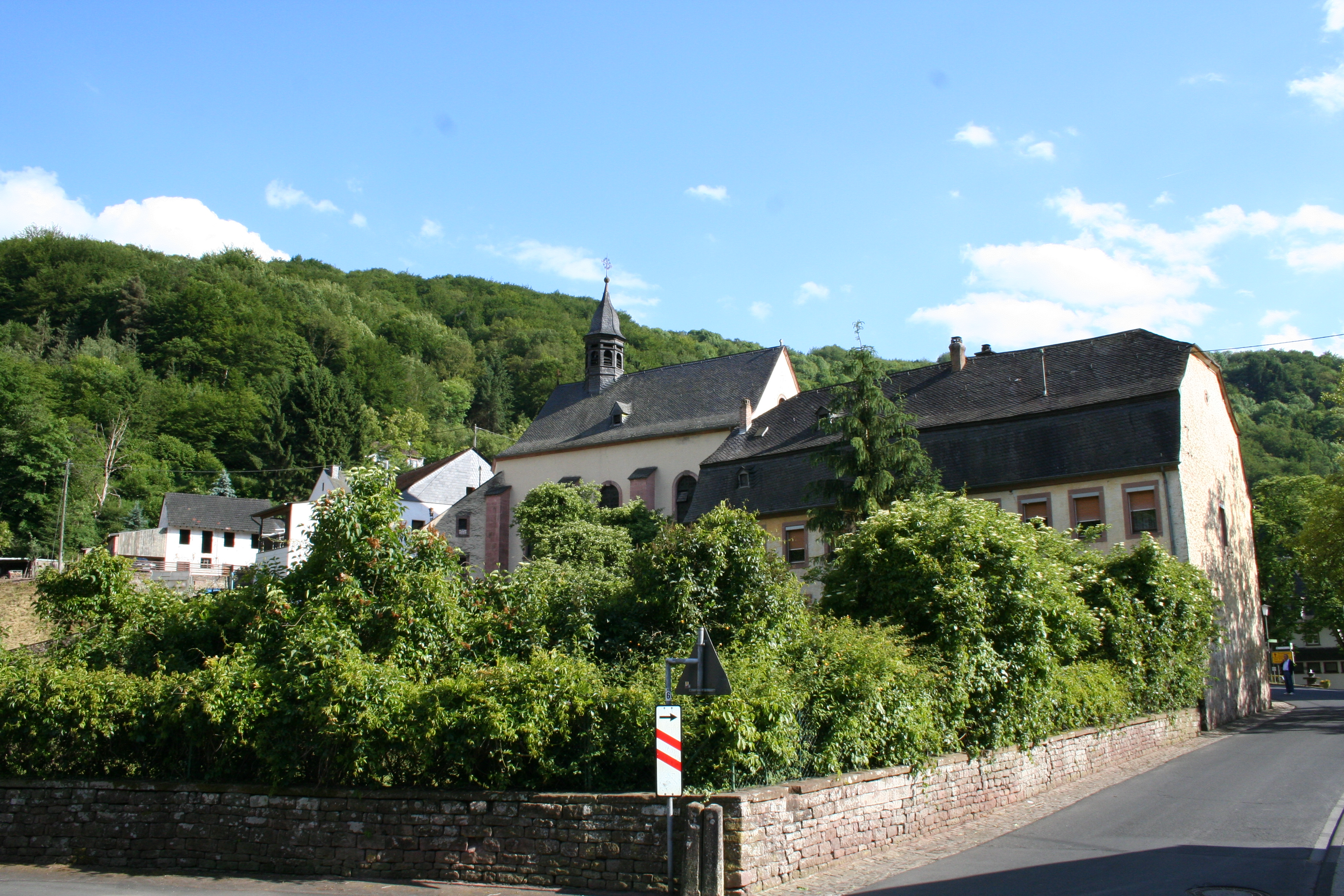
Pfarr- und Wallfahrtskirche mit Pfarrhaus

Chorbereich mit Hochaltar, Marienaltar (links) und Mutter-Anna-Altar (rechts) am Krautwischtag 2006

Die Pfarrkirche Mariä Himmelfahrt in Auw an der Kyll in der Nähe von Bitburg ist eine der ältesten und schönsten Kirchen in der Südeifelregion. Seit jeher prägte sie das Bild des kleinen Ortes in der Eifel mit ihrer zentralen, hochgelegenen Position inmitten des Dorfes im Kylltal. 

## Geschichte
Ihre Wurzeln reichen zurück bis ins 14. Jahrhundert: Damals war die Abtei St. Maximin in Trier Grundherrin in Auw. Ihr Güterverzeichnis aus dem 12. Jahrhundert erwähnt erstmals den kleinen Ort als ouve. Die Taxa generalis, ein Verzeichnis kirchlichen Besitzes (Klöster, Kirchen etc.) des Erzbistums Trier, verzeichnete bereits 1330 eine Kirche in Auw. Die Kollatur, d. h. das Recht, den Pfarrer zu benennen, stand dem Abt von St. Maximin zu. Eine Urkunde im Bistumsarchiv Trier besagt zudem: „auf dem uralten Kirchlein war das französische Wappen, drei Lilien und eine Rose“. Dies deutet darauf hin, dass dieses Kirchlein in der Zeit der fränkischen Könige (ca. 9. Jh.) gebaut worden ist.
Da die alte Kirche wohl zu klein und marode war, entschied man im Jahre 1738, eine neue größere Kirche am selben Platz zu errichten. Noch im gleichen Jahr wurde das alte Kirchlein abgerissen, und der Bau der heutigen Kirche begann. Wie zur damaligen Feudalzeit üblich, hatte die Abtei St. Maximin die Pflicht, das Kirchenschiff zu erbauen, die Gemeinde aber den Turm und der Pfarrer den Chor. Der Architekt war der aus Tirol stammende Friedrich Sieberger. Während der Bauarbeiten (1738–1746) entdeckte man bei Grabungen am Fundament der neuen Kirche viele Gebeine in steinernen Särgen. Einer dieser Sarkophage wurde vermutlich aufbewahrt, die anderen zerschlagen und die Steine beim Bau der Kirche wiederverwendet. Die Gebeine bestattete man in der neuen Kirche unter der Kanzel und vor dem Anna-Altar.
Nach acht Jahren Bauzeit konnte die Auwer Pfarrei 1746 zum ersten Mal die hl. Messe in der neuen Kirche feiern.

## Beschreibung
Der Schlussstein der Decke im Chorbereich zeigt wahrscheinlich das Wappen des Abtes und Zehntherrn von St. Maximin, Willibrord Schefter. Die Kirche mit dreiseitigem Chorabschluss ist 17 m lang und 8,85 m breit. Ihr Westportal mit Gesims und Giebelabschluss enthält eine Nische für die Holzfigur des hl. Johann von Nepomuk (wegen Witterungsschäden heute im Pfarrhaus). Die Kirche hat je drei rundbogig geschlossene Fenster auf Nord- und Südseite. Der schlichte Bruchsteinbau ist außen einfach verputzt in einem blassen Gelbton. Auf dem Dach thront ein Dachreiter. Im Turminneren befinden sich zwei Kirchenglocken, beide gegossen von der Glockengießerei Mabilon in Saarburg. Sie sind dem hl. Nikolaus und der hl. Maria geweiht. Da früher der Friedhof um die Kirche lag (Kirchhof), befinden sich noch viele alte Grabsteine an der Kirchenmauer. Direkt neben dem Eingang stehen drei ganz besondere Grabsteine.

### Grabsteine und Kräuterpfarrer Anton Clemens
- Zunächst der Grabstein des weithin bekannten „Auwer Her“, Anton Clemens. Auf dem schweren Schaft liegt eine Sandsteinplatte, die seitlich mit Blattwerk verziert ist und auf der die nicht mehr gut lesbare lateinische Inschrift steht:

„O pie viator, ne abhorreas ossa mea. Etiam Tu fui in vita, etiam Ego eris post morten“.  („Frommer Wanderer, erschrick nicht vor meinem Gebein. Im Leben war ich wie du; was ich jetzt bin, wirst du nach dem Tode auch sein“). Darauf der spitz auslaufende neugotische Grabstein, verziert mit Blumen- und Blattornamenten, die ausgehauen sind. Sein Abschluss ist eine mit Zacken versehene dachartige Leiste.
Früher glaubte man allgemein, dass viele Geistliche bei Hexereien helfen könnten, wenn sie nur wollten. Anton Clemens war einer der bekanntesten davon nach der Volkssage. Er befasste sich viel mit Natur- und Heilkunde. Noch vor einiger Zeit waren in der Eifel Heilmittel bekannt, die auf den „Auwer Her“ zurückgingen. Allein schon diese medizinische Interessenlage des Geistlichen hätte genügt, um ihn in den Ruf eines großen Hexen- und Zauberbanners zu bringen. Dazu kam noch der Bericht, Anfang des 18. Jahrhunderts seien in Auw Teufel ausgetrieben worden, und seither galt Auw als Wallfahrtsort. Der Grabstein zeigt ferner ein Messbuch mit drauf stehendem Kelch. Er wird noch heute, 150 Jahre nach Clemens' Tod, bei der hl. Messe benützt und geht wahrscheinlich noch auf die Zeit vor dem Kräuterpfarrer zurück.
- Zweitens, ein kleines Sandsteinkreuz mit einer noch gut lesbaren Inschrift, wer dort 1844 begraben wurde.
- Das wohl wertvollste Kreuz ist zugleich auch das kleinste. Es misst nur 50 cm, ist aber reich verziert mit Herzen, Händen und anderen Symbolen und ist eines der ältesten Grabkreuze der Umgebung. Auf ihm ist die Jahreszahl 1723 zu erkennen.

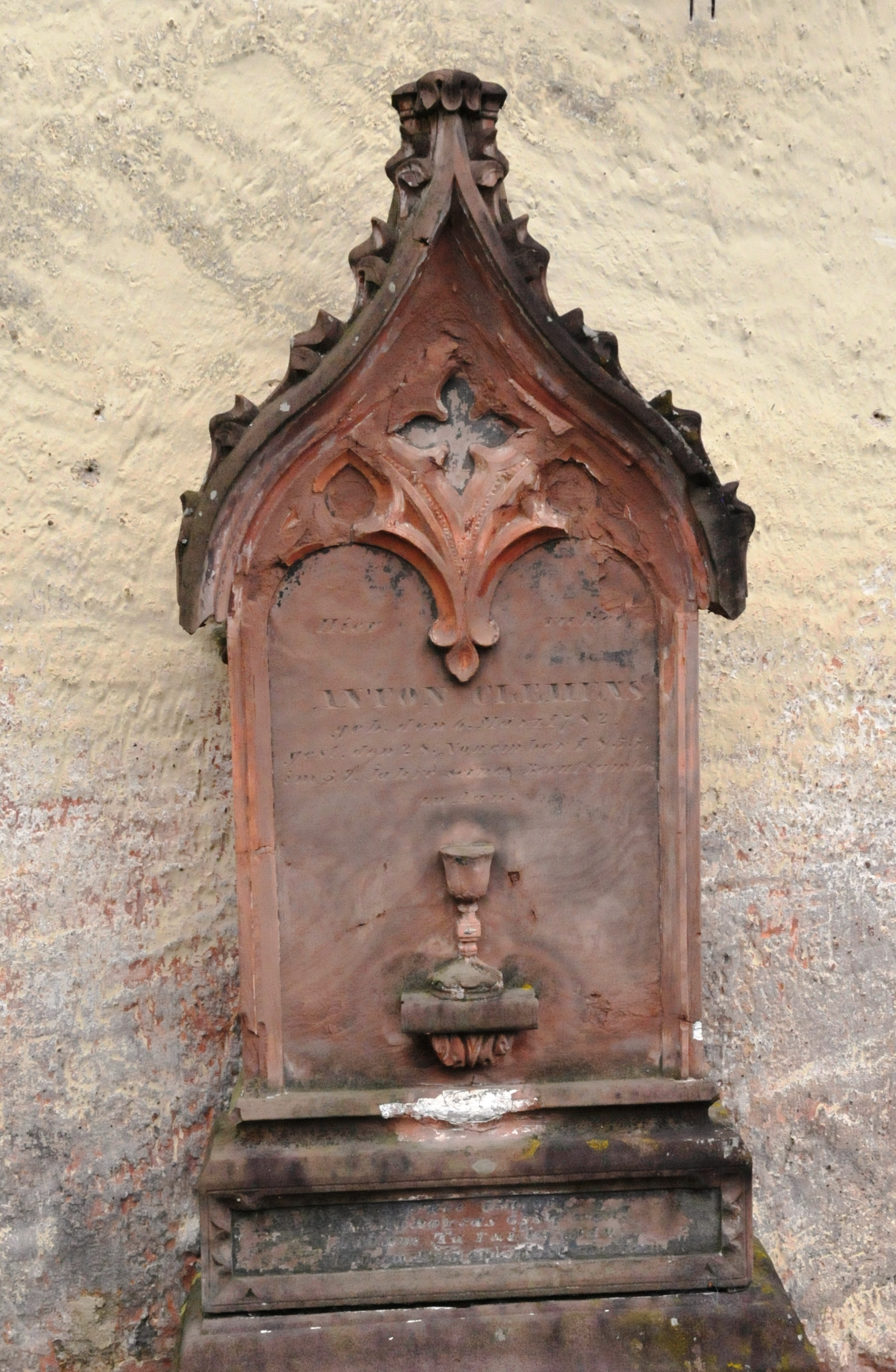
Grabstein von Anton Clemens: „Hier ruhet ANTON CLEMENS geb. den 16. März 1782 gest. den 28. November 1855 im 36. Jahre seiner Berufung.“
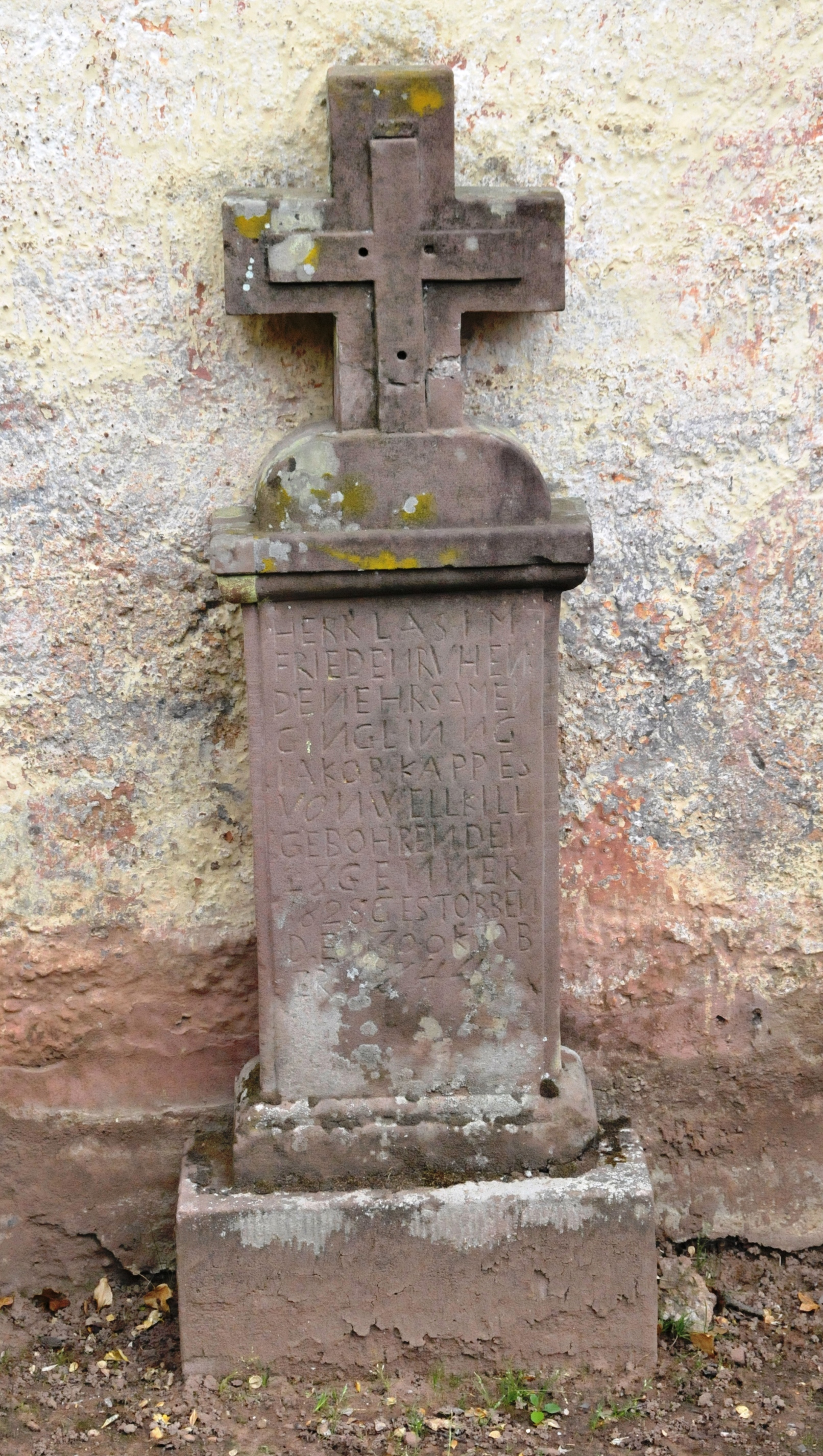
Grabstein von Jakob Kappes von Wellkyll, geb. 1828, gest. 30. Oktober 1844
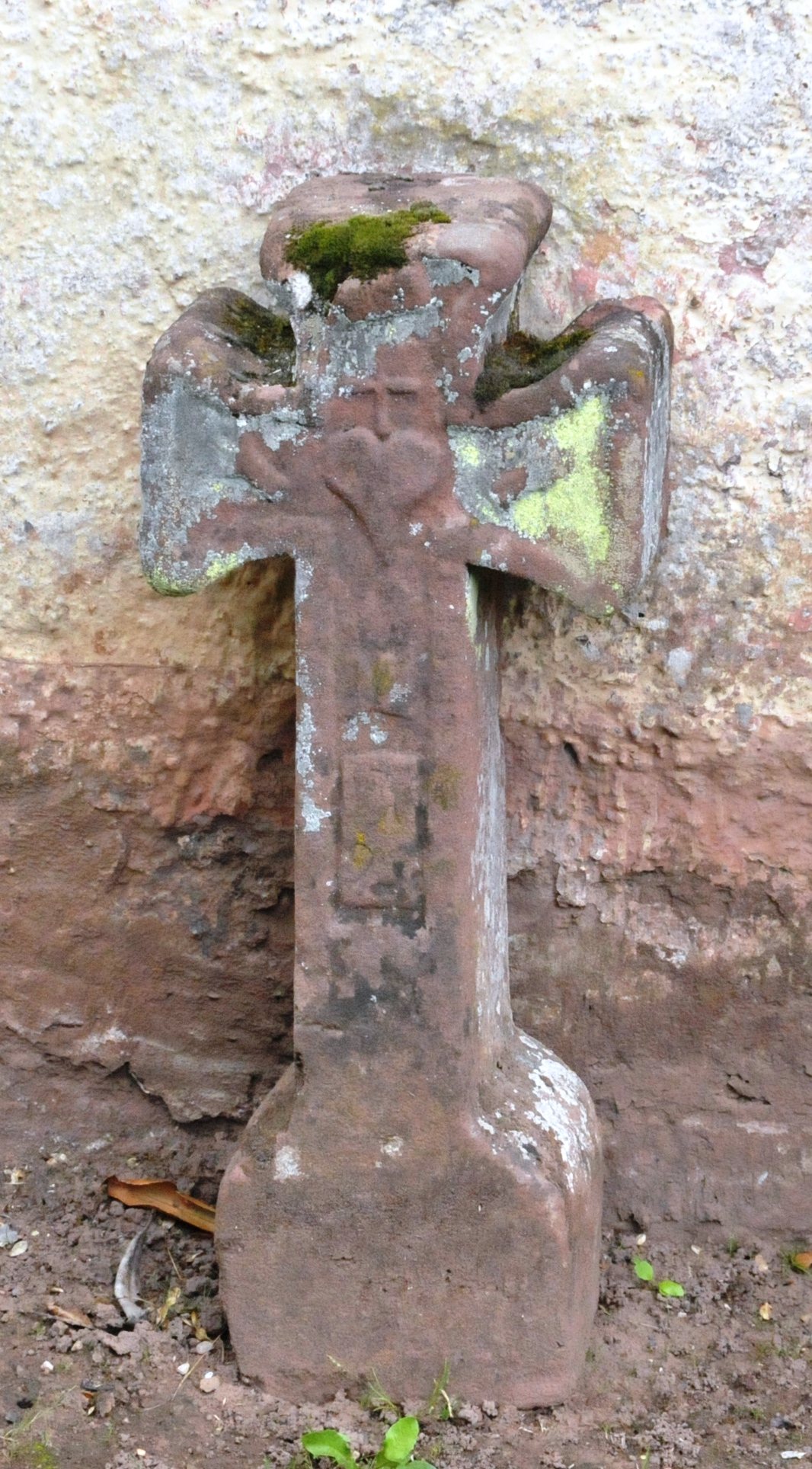
Das kleinste Kreuz von 1723
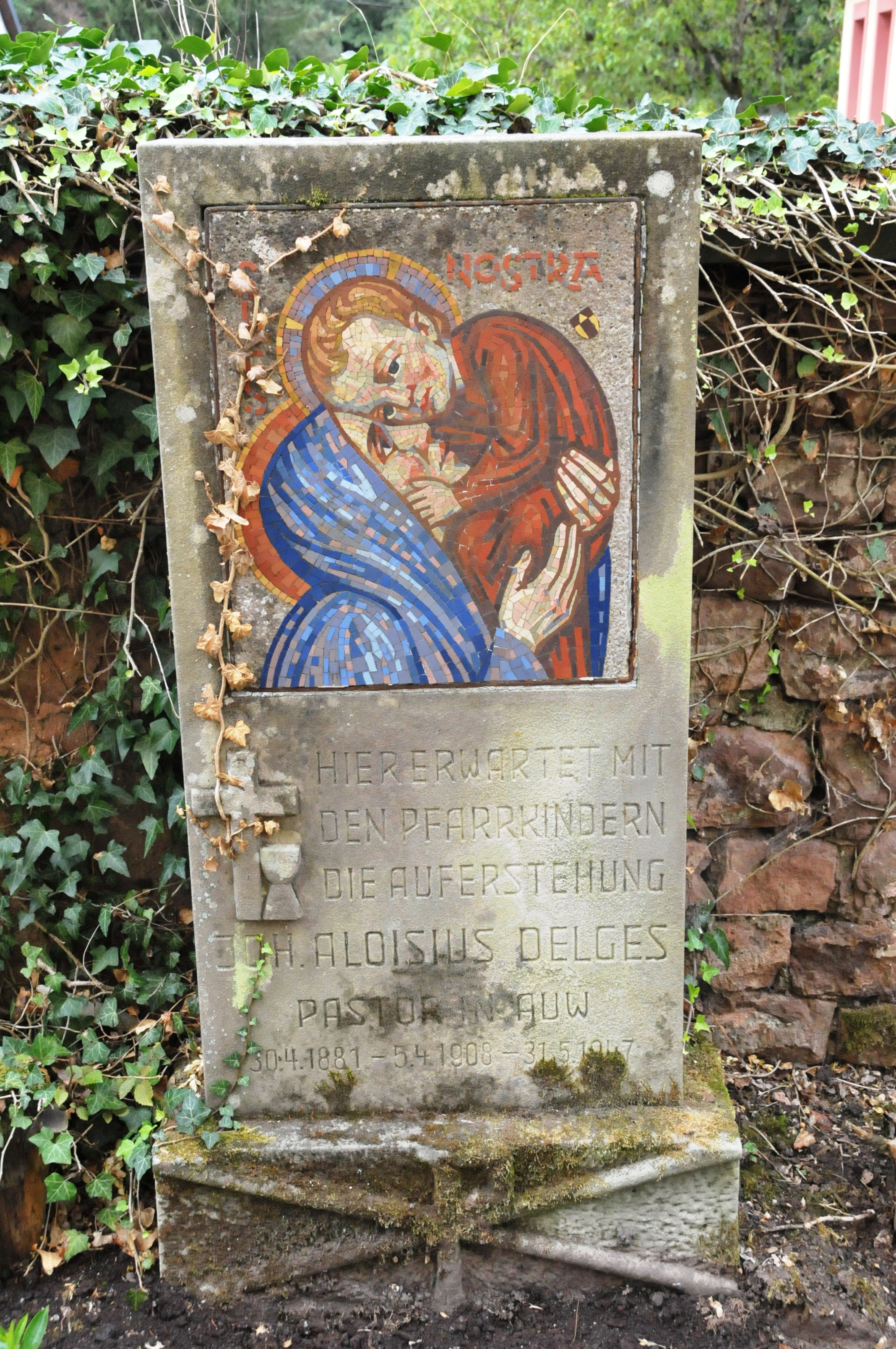
Grabstein von Johann Aloisius Delges, „Pfarrer in Auw 30.4.1881 - 5.4.1908 - 31.5.1947“

### Inneres der Kirche
Tritt man durch die massive Eichenholztür ins Innere der Kirche, fällt zuerst der Hauptaltar ins Auge, der die gesamte Höhe des Chores einnimmt. Der um 1770 entstandene Altar zeigt am Fuß ein Gemälde des Lamm Gottes, das die Siegesfahne in den Farben des Bistums Trier hält. Darüber die Zelebrationsfläche und leicht zurückgesetzt, der goldene, zweigeteilte Tabernakel (im unteren Teil befinden sich Hostien, im oberen die gotische, reich verzierte Monstranz von 1900), beiderseits von reicher Säulenarchitektur begleitet. Vor den übereck gestellten Säulen die figürliche Darstellung kniender, anbetender Engel. Über dem Tabernakel die metallisch wirkende Holzfigur eines Pelikans, der nach dem antiken Physiologus mit dem eigenen Blut seine Kinder ernährt. Dies wurde seit dem Mittelalter auf Christus und die Eucharistie gedeutet, daher der Platz über dem Tabernakel. In der Mittelnische darüber die Skulptur von Maria Himmelfahrt. Ein wenig erhoben sitzen über dem Säulenabschluss vier Engel, vor einem Abbild der hl. Familie, von dem mehrere „Sonnenstrahlen“ abgehen. Auf den seitlichen Türen des Altars, die zu den Glockenseilen und zu den technischen Anlagen führen, stehen die fast lebensgroßen Figuren der Heiligen Josef und Nikolaus von Myra.
Rechts neben dem Hochaltar der Mutter-Anna-Altar aus der Zeit um 1750, mit einem einfachen Nischenaufbau und seitlichen Säulen. Am linken Säulenabschluss steht der Hl. Blasius, rechts der hl. Karl Borromäus. In der Mittelnische die hl. Mutter Anna und die kindliche Maria. Bei diesem Altar ist außerdem ein kleiner Tabernakel vorhanden, was darauf schließen lässt, dass er einmal Hauptaltar war oder von einer anderen Kirche übernommen wurde.
Auffallender als der Annen-Alter ist im Kircheninneren der linke Seitenaltar, der  Marienaltar. Er stammt aus der Zeit um 1700, womit er älter als der Kirchenbau ist; man nimmt an, dass er Hauptaltar der Vorgängerkirche war. In der Mittelnische befindet sich die Figur der Himmelskönigin mit Zepter und Kind, begleitet von gedrehten Doppelsäulen, die mit Trauben und Weinlaub umrankt sind. Auf den vorderen Säulen über dem Kapitell sind Engelsköpfe zu sehen. In der Aufbaunische über dem Gnadenbild befindet sich die Figur des Hl. Matthias, rechts davon der Hl. Georg, links die Hl. Margareta. Dieser Altar bildet seit Jahrhunderten das Zentrum der Wallfahrt zur Auwer Muttergottes.

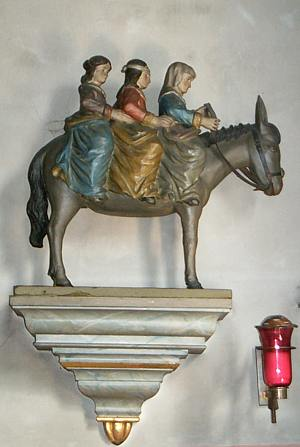
Drei Jungfrauen auf dem Esel

Zwischen diesem und dem Hochaltar befindet sich die Tür zur Sakristei. Über ihr befindet sich die merkwürdige Figur eines Esels. Er trägt drei Frauen, eine hat die Augen verbunden. Dieses Bildnis aus dem 16. Jahrhundert geht auf eine Sage zurück, die man sich in Auw schon lange erzählte. Demnach sind die drei Jungfrauen Irmina, Adela und Klothildis auf der Flucht vor ihrem Vater von einer Klippe über die Kyll gesprungen und an der Stelle des heutigen Auw sicher gelandet. Da sie bei ihrem Sprung auf die Fürsprache der Muttergottes hofften und heil im Tal ankamen, errichteten sie dort ein Kirchlein zu Ehren der Muttergottes. 1952 inszenierte der bekannte Eifeldichter Bernhard Lemling ein auf dieser Sage aufbauendes Freilichtspiel unter dem Titel „Die drei Jungfrauen von Auw“. Mit dem Erlös der Aufführungen wurden Kriegsschäden an der Kirche repariert.
Die Wand links vom Muttergottesaltar trägt die aus dem 18. Jahrhundert stammende, schön gestaltete Kanzel. Sie ist aus fünf durch Säulen getrennten Feldern gestaltet, die die vier Evangelisten mit Jesus in der Mitte zeigen. Auf dem Baldachin befindet sich die Figur des Erzengels Michael, der mit einem Drachen kämpft.
Links und rechts neben dem Eingang führt je eine Treppe auf die 1747 eingebaute Empore. Auf ihr befinden sich eine kleine Orgel von 1926 mit 5 Registern sowie zwei Gipsfiguren (Hl. Sebastian und Donatus). Weiters hat der Kirchenraum eine Figur des Hl. Wendelinus und des Hl. Donatus. In einer Mittelnische im Schiff steht eine sehr alte, noch schöne Pietà (Maria mit totem Jesus in den Armen). Erwähnenswert ist auch der wuchtige, aus Sandstein gehauene Taufstein mit mehrgliedrigem Unterbau und dem sich darüber verbreiterten Becken, dessen vergoldete Kuppel nur bei Taufen geöffnet wird.
Im Jahre 2005 wurde in der Pfarrkirche eine neue Gasheizung eingebaut, die die alten und ineffizienten Heizrohre unter den Bänken ablöste. Ab Januar 2007 wurde das Innere der Wallfahrtskirche grundlegend renoviert. Neben einer neuen Einfassung des Innenraums erhielt sie neue Fenster und einen neuen  Emporenaufbau. Die gesamte Elektrik wurde neu angelegt, der Kirchturm wieder gerade gerichtet, sowie Orgel, Bänke und Altäre restauriert.

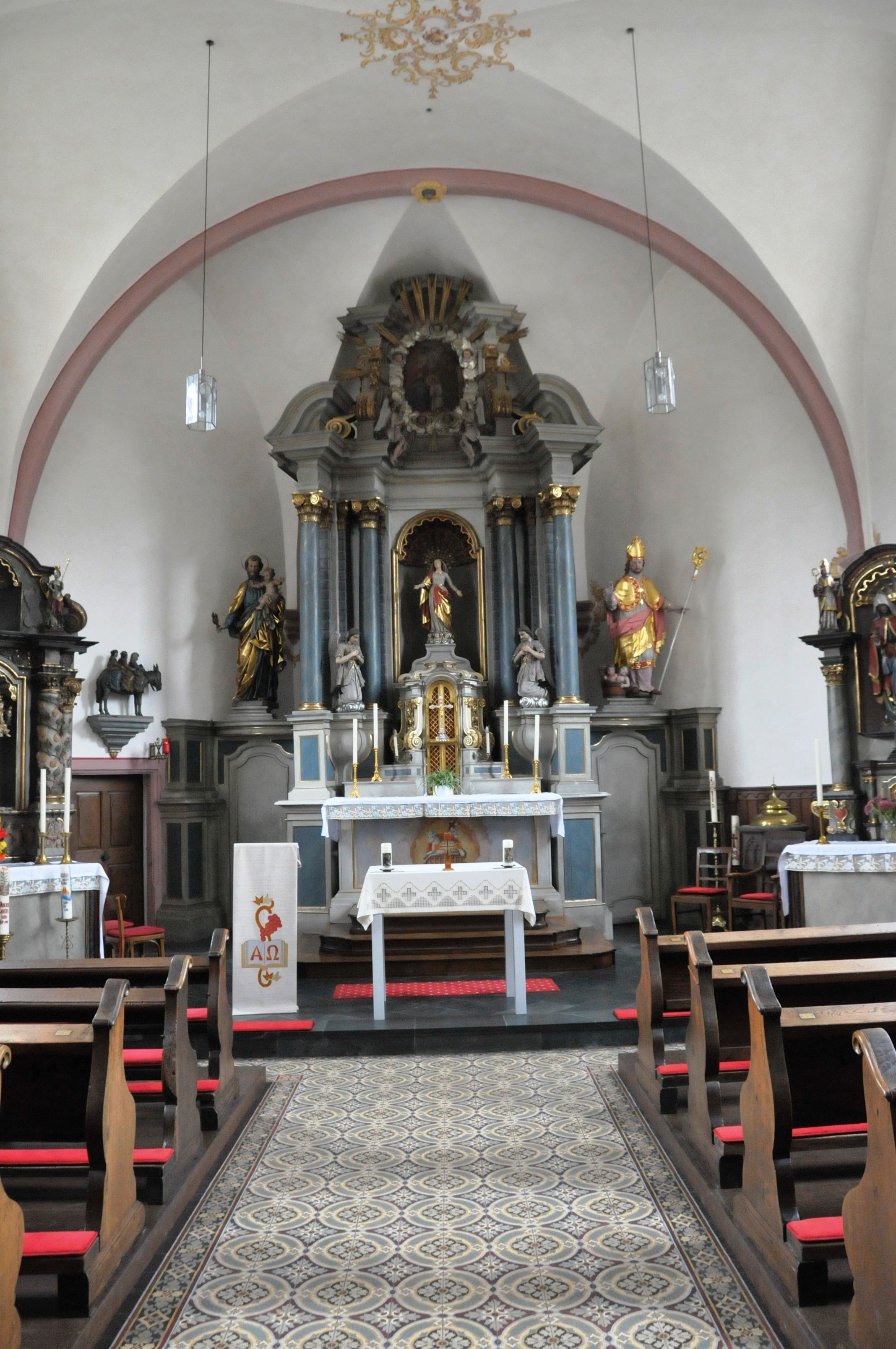
Blick zum Hauptaltar
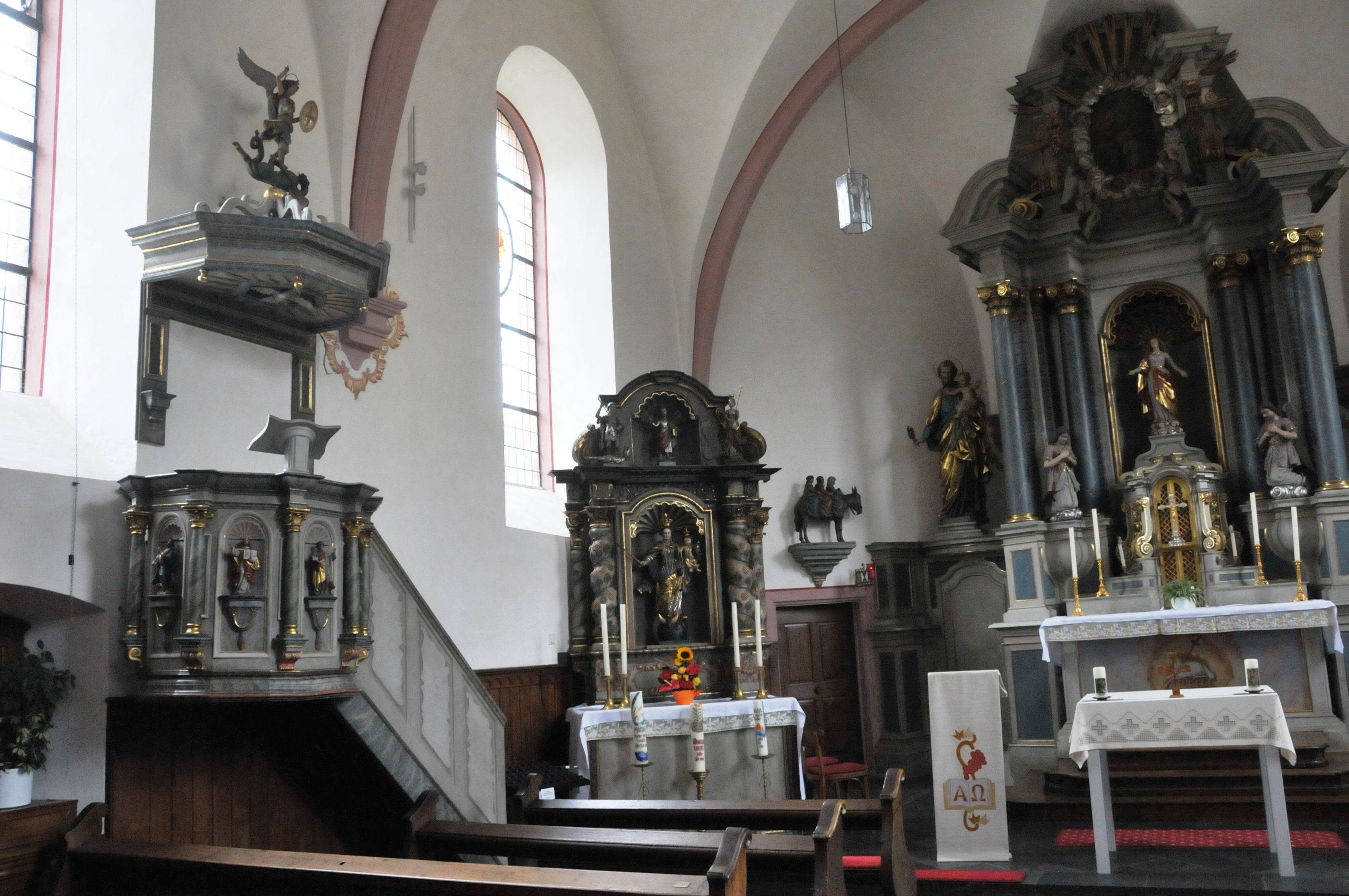
Kanzel, Marienaltar und Hauptaltar
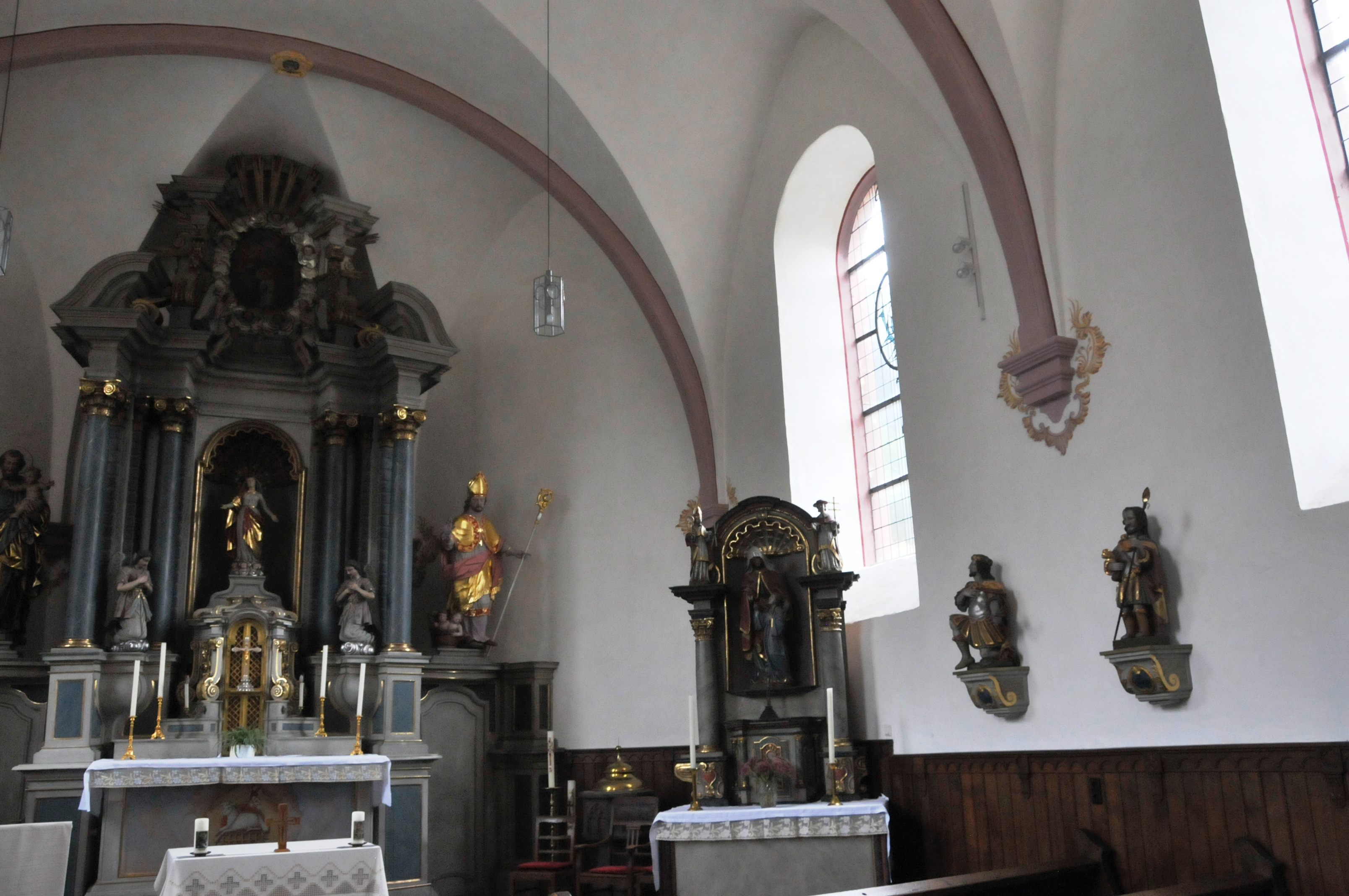
Hauptaltar und Mutter-Anna-Altar
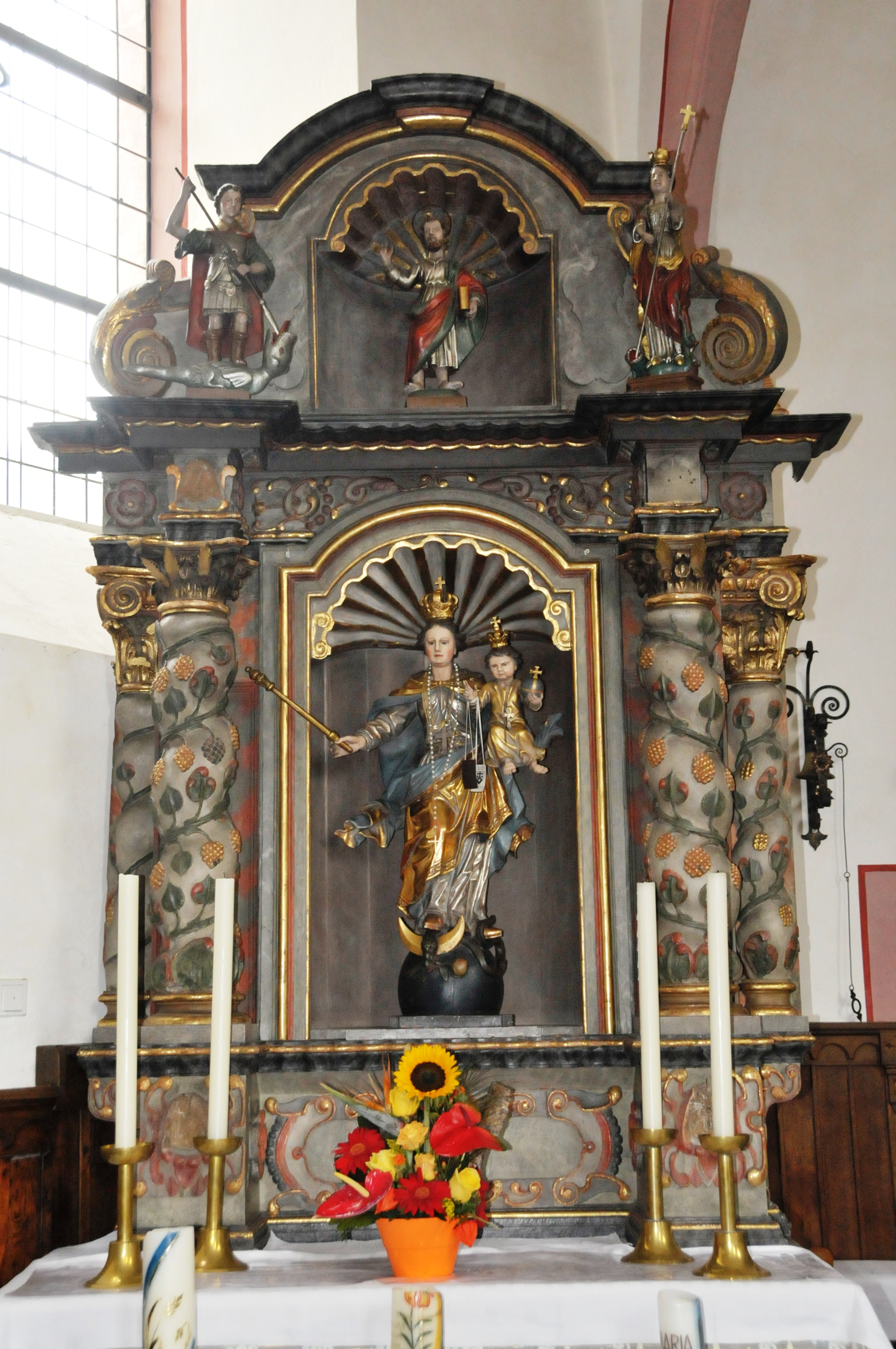
Marienaltar
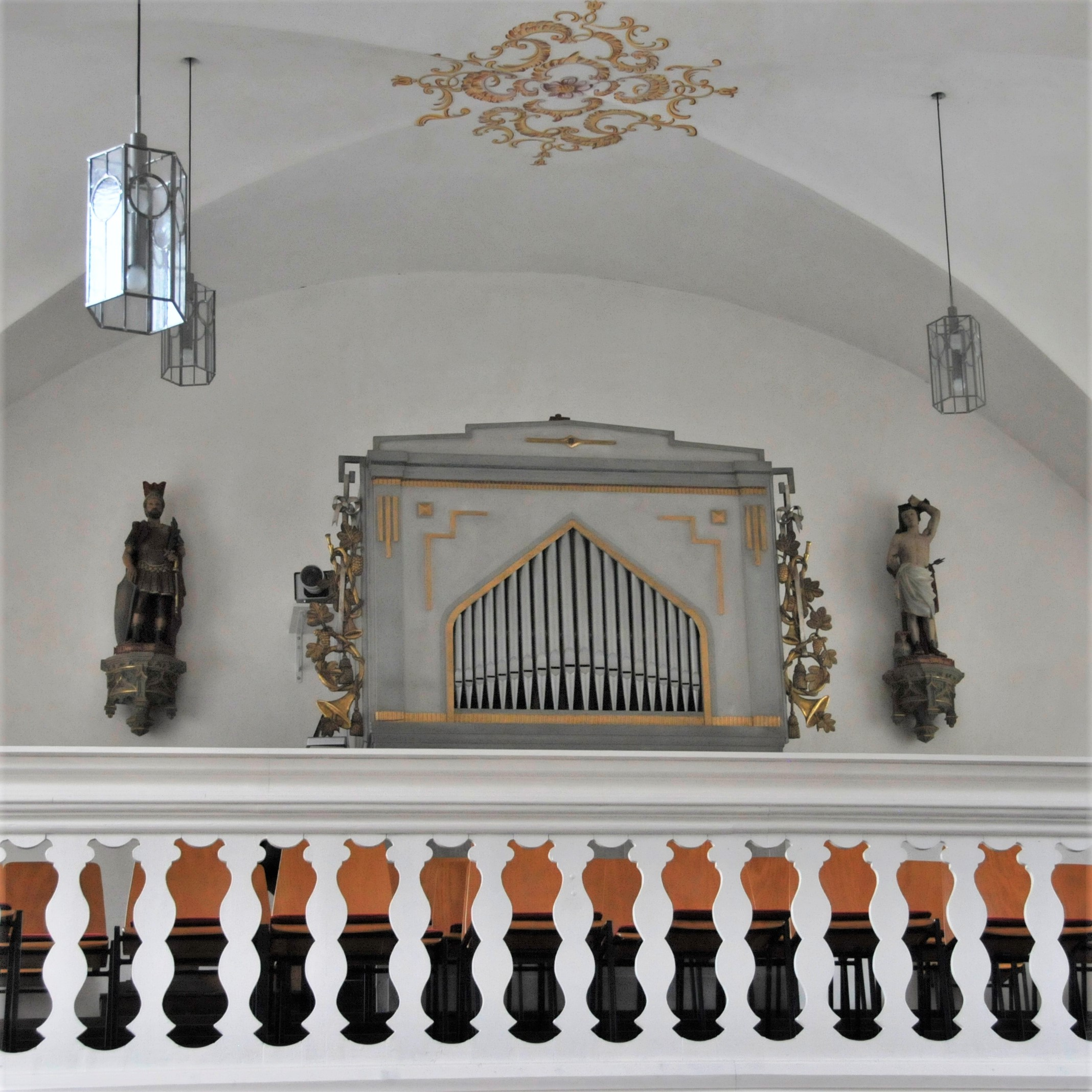
Orgel

## Pfarrhaus
Das direkt neben der Kirche stehende Pfarrhaus wurde 2006 von der Pfarrei Mariä Himmelfahrt verkauft, nachdem es keine Verwendung mehr als Pfarrsitz gab und die Renovierungskosten zu hoch für die Pfarrei geworden wären. Seit Anfang 2007 wird das Pfarrhaus in mehreren Schritten umgebaut. Zunächst entsteht bis August 2007 ein Biergarten im Vorderbereich. Später soll die ehemalige Scheune in eine Gaststätte umgebaut werden. Nach diesem Bauabschnitt wird das 2. Obergeschoss renoviert, indem später einmal eine Pension mit 8 Zimmern untergebracht werden soll.

## Wallfahrt zum „Krautwischtag“

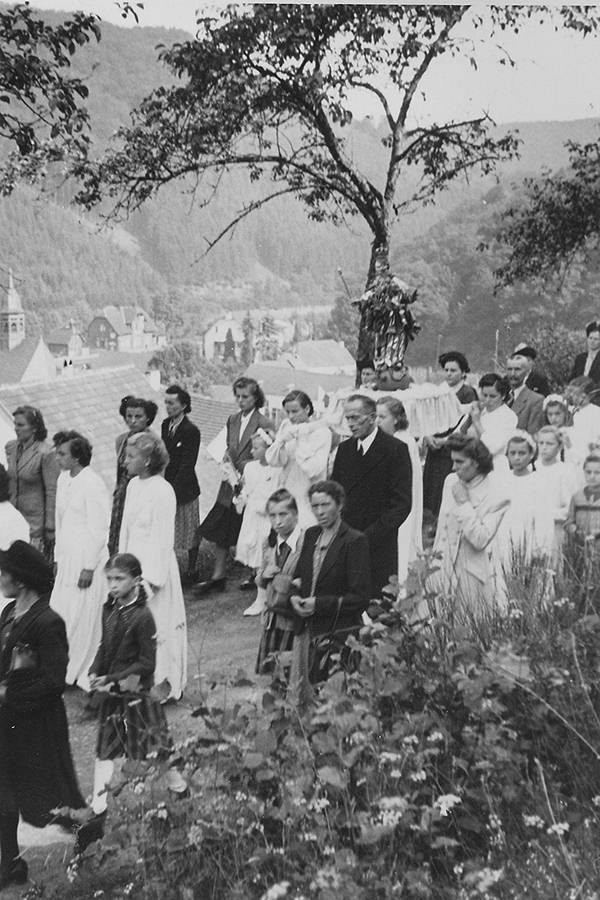
Krautwischprozession etwa 1952

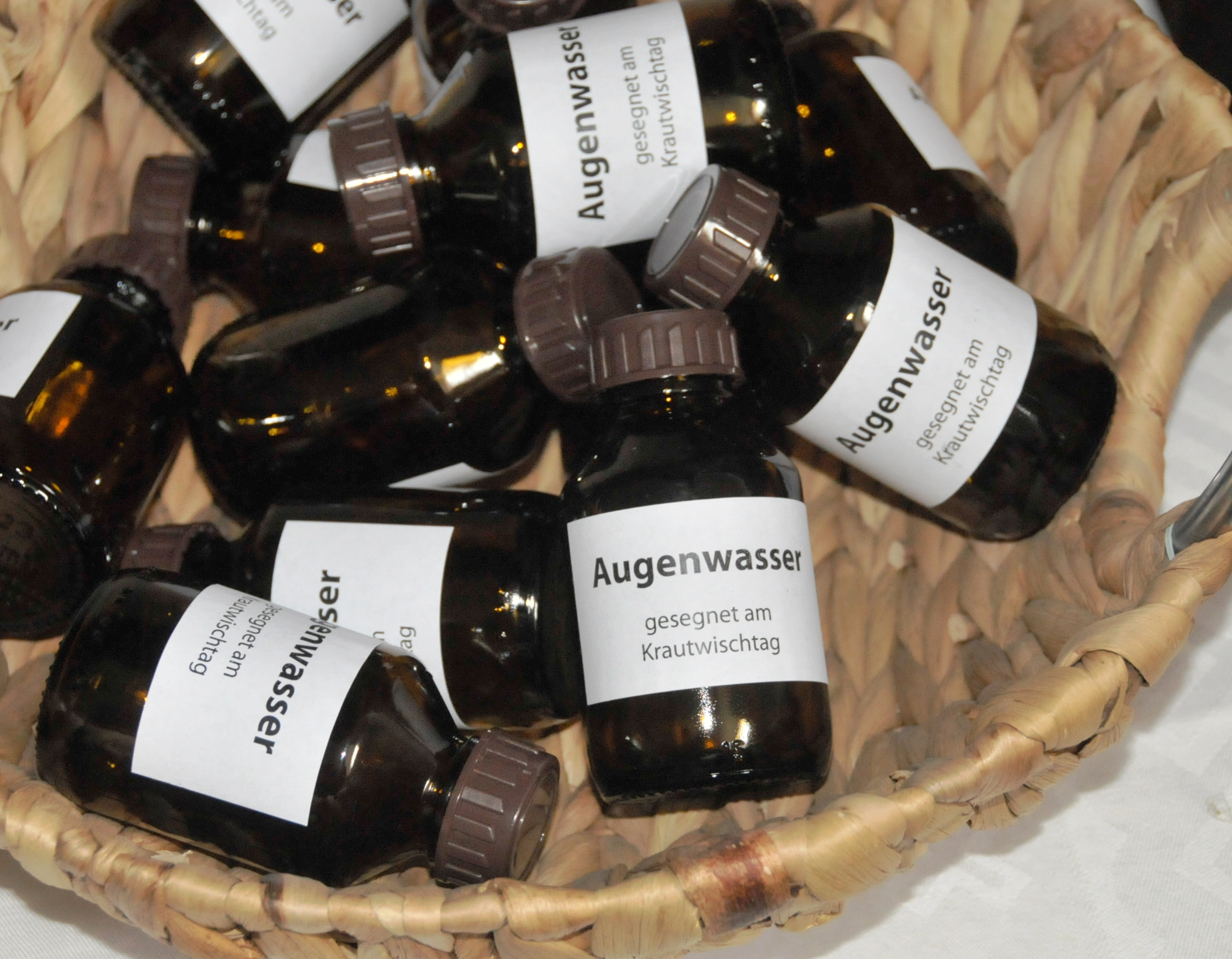
Leere Fläschchen, die gegen eine 1-€-Spende erworben werden können, um ...

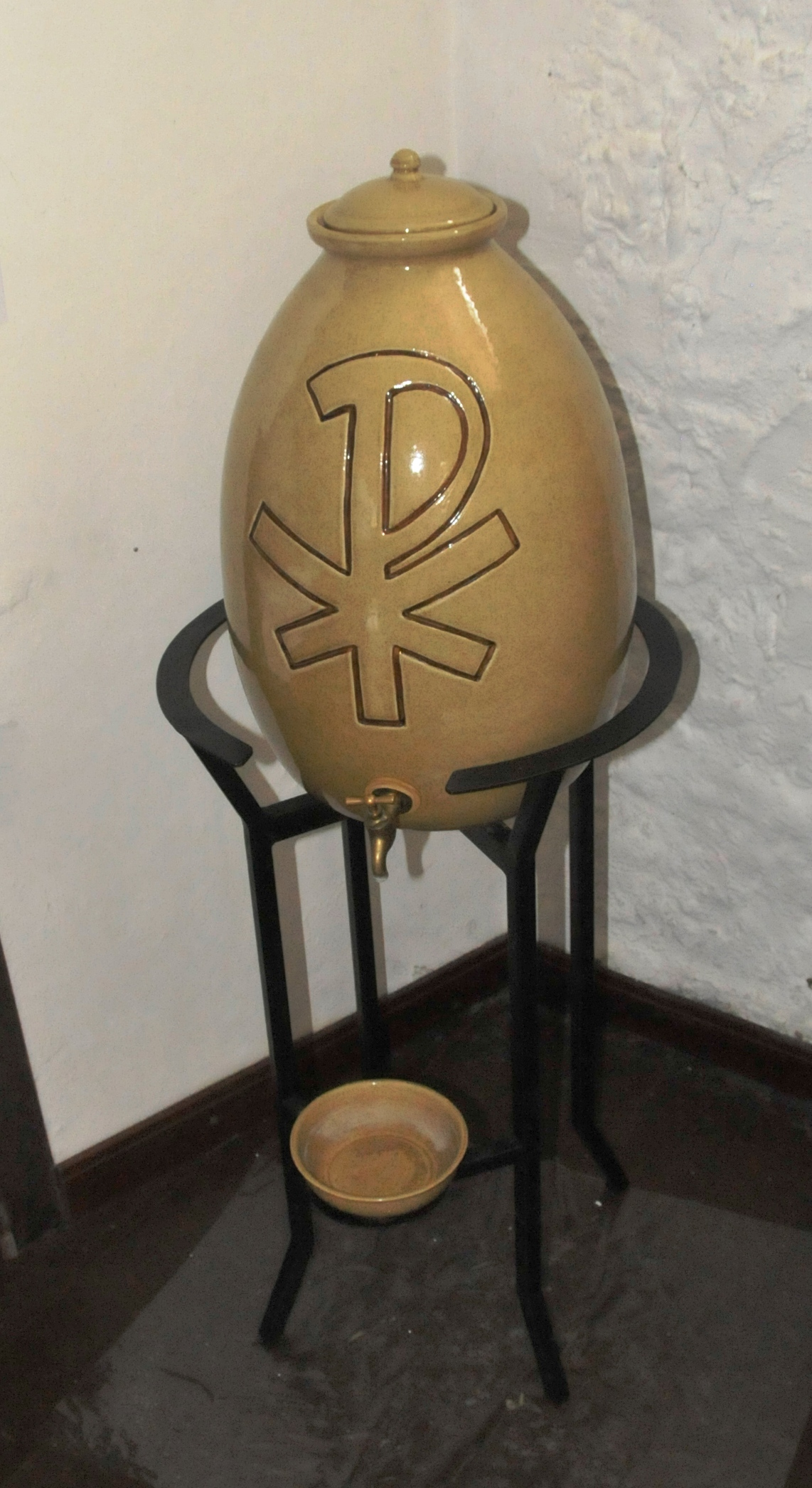
...aus dem Augenwasser-Fass das am Krautwischtag gesegnete Wasser zu entnehmen.

Im Jahre 1712 wurde auf Initiative von Pfarrer Nikolaus Dicher eine Wallfahrtsbruderschaft gegründet, aber schon lange vorher ist geschichtlich nachweisbar, dass Auw seit Jahrhunderten ein viel besuchter Marienwallfahrtsort war und ist.
Das war bereits in der Zeit um 1650 bis 1700 so, wie das alte Wallfahrts-Bruderschaftsbuch beweist. Von 1700 bis 1794 wallfahrten ganze Klöster nach Auw zum Refugium peccatorum („Zuflucht der Sünder“). Im Jahre 1714 kam selbst der Kurfürst Karl Joseph von Lothringen als Wallfahrer nach Auw und trug sich manu proprio („eigenhändig“) in das noch heute erhaltene Pilgerbuch ein. Er nannte Auw „einen wirklich heilig- und ehrfurchtgebietenden Ort“ (vere locum sanctum et terribilem dictum). Der Wallfahrtsort wurde besucht von Wallfahrern aus Trier, den Räumen Wittlich, Bernkastel-Kues, Luxemburg, vom Hunsrück und aus der Eifel. Vom Jahre 1727 berichtet das Wallfahrtsbuch, dass „aus dem hochadeligen Gotteshaus Ören, Trier, 16 adelige Damen unter der Leitung von Maria Anna von Beeck, Äbtissin des adligen Gotteshaus Ören“ nach Auw gekommen sind.
Im Jahre 1712 wurde dann die schon erwähnte Wallfahrtsbruderschaft „Zuflucht der Sünder zu Auw“ gegründet. Diese wurde jedoch durch Kaiser Joseph II. aufgehoben und alle Prozessionen über einer Stunde verboten. Die inneren Unruhen, die der Französischen Revolution (1789–1799) folgten, und die Besetzung der Eifel durch die Franzosen im Jahre 1794 brachten die Wallfahrt dann endgültig zum Erliegen. Erst als diese schwierigen Zeiten überwunden waren, lebte die alte Tradition auf. Die historischen Prozessionen seit 250 Jahren sind am ersten Sonntag nach „Krautwischtag“ (15. August, Mariä Himmelfahrt) mit anschließender Predigt im Freien. 
In der Prozession wird das Gnadenbild der Muttergottes, das sonst auf dem Marienaltar steht, durch den Ort getragen. Dabei erklingen Marienlieder, aber auch das Auwer Wallfahrtslied:
„Ein Kirchlein steht im Tale, ehrwürdig, schlicht und still /
Rings hohe Berge ragen, am Fuße rauscht die Kyll /
Viel Pilger heute wallen, von weit her aus dem Land /
Von rauen Eifelbergen, vom schönen Moselstrand /
//:Oh Maria, sei gegrüßet, hilf auch uns in Auw ://“
Der Name Krautwischtag kommt daher, dass früher wie heute jeder an diesem Tag einen „Kräuterwesch“, ein Strauß bestehend aus Kräutern und Blumen, mit in die Kirche bringt, die dort gesegnet werden. Zu Hause wird dann der Wisch als Trockenstrauß bis zum nächsten Jahr aufbewahrt. Er soll vor Blitzschlag, Krankheit und allerlei Ungemach schützen. Früher war es Tradition, dass man einem verstorbenen Familienangehörigen den Kräuterwesch im Sarg unter den Kopf legt. Aber nicht nur der Kräuterstrauß wird an Mariä Himmelfahrt gesegnet, auch das Augenwasser wird geweiht, das vor Augenleiden schützen soll. Dies geht darauf zurück, dass angeblich ein blinder Mann durch das am Krautwischtag gesegnete Wasser sein Augenlicht zurückbekommen hat.

## Die drei Jungfrauen von Auw

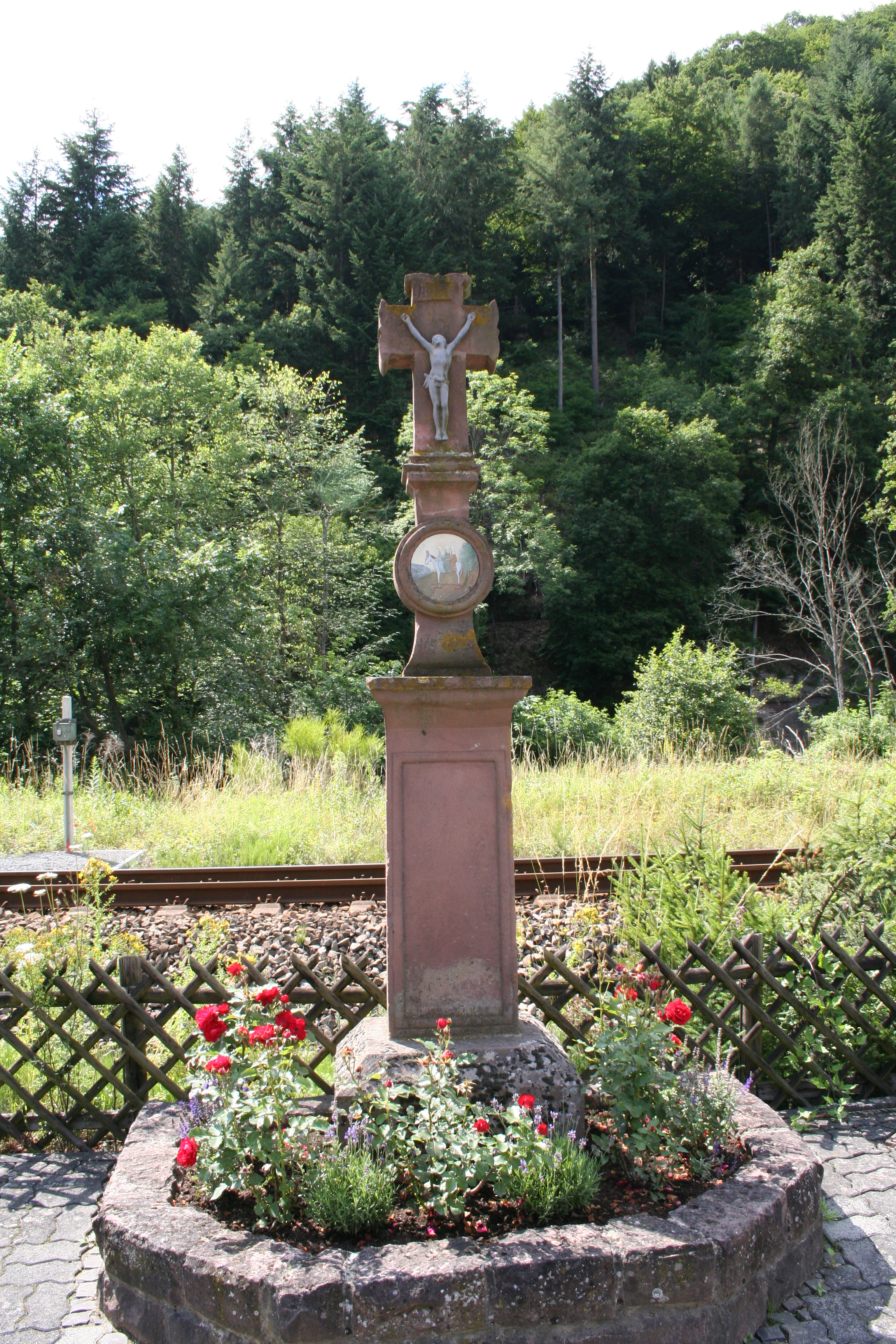
Drei Jungfrauenkreuz im Dorf mit Bildnis der drei Jungfrauen von Auw

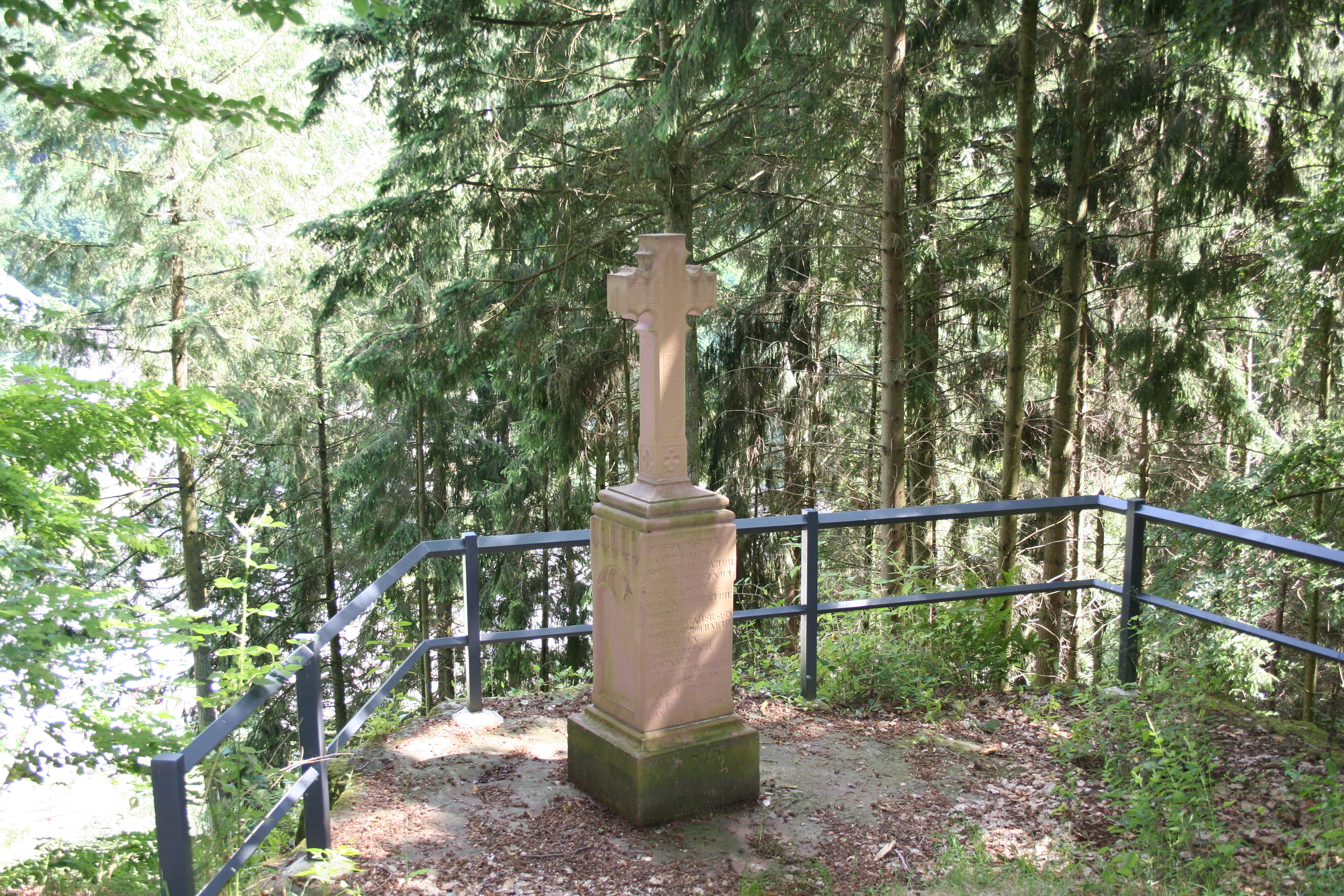
Absprungort hoch über der Kyll mit dem Eselskreuz

Wenn man in die barocke Wallfahrtskirche eintritt, wird einem wohl eine seltsame Figur über der Sakristeitür auffallen: Dort sitzen drei Frauen – eine mit zugebundenen Augen – auf einem Esel. Diese Plastik erzählt von einer alten Sage, die sich schon seit Jahrhunderten im Ort erzählt wird: Es ist die Legende der drei Jungfrauen von Auw, Irmina, Adele und Chlothilde.
Es war zu der Zeit, als Franken im Eifel- und Moselland herrschten. Viele von ihnen waren schon Christen, aber – so will es die Sage – der Frankenkönig Dagobert hielt noch am alten Heidentum fest.
An seinem Hof führte er ein ausschweifendes Leben. Anders jedoch als ihr Bruder ließen sich seine drei Schwestern vom Christentum bekehren und lebten in einem Kloster. Dies wollte der König verhindern und versuchte mit aller Macht, sie wieder an seinen Hof zu treiben. Als das nicht gelang, schickte er einen Trupp Soldaten zum Kloster, um sie festzunehmen und zurück an den Hof zu bringen. Als die Schwestern Irmina, Adele und Chlothilde dies erfuhren, flohen sie auf einem Lastesel vor den herannahenden Truppen Dagoberts. Auf ihrer Flucht kamen sie schließlich an die Kyll, wo kein Steg und keine Brücke auf die andere Seite führte. Als sie auf dem Felsvorsprung die nahenden Soldaten hörten, richteten sie ein Gebet an die Jungfrau Maria und baten um Rat. Diese riet ihnen, sich auf den Esel zu setzen und über die Kyll, die 35 m unter ihnen todbringend rauschte, zu springen. Auf dem Esel – vor lauter Angst vor dem Sprung verband sich die mittlere Jungfrau die Augen (Augen zu verbinden bedeutet eine besondere Funktion zu haben, wie bei der Justitia, die unparteilich Recht spricht, ist aber auch das Zeichen einer Seherin) – setzte dieser zu einem gewaltigen Sprung über die Kyll an und sie kamen unverletzt auf der anderen Seite, dem heutigen Auw, an. Die Truppen stürzten dagegen in die Kyll und ertranken. Zum Dank an Maria bauten sie im wunderschönen Talkessel eine Kapelle zu Ehren Marias, und nach und nach soll so der Marienwallfahrtsort Auw an der Kyll entstanden sein.
Im Ort steht ein Kreuz als Erinnerung an den Platz, wo der Esel aufgekommen sein soll. Auf ihm ist ein Bild der drei Jungfrauen auf dem Esel kurz vor dem Sprung zu sehen.
Auf dem Felsvorsprung, von dem der Esel zum Sprung getan haben soll, steht heute ein Kreuz, das sog. Eselskreuz auf der Eselslay. Auf der Rückseite steht in Stein gemeißelt die Legende:
„Hie sein zu sehen Wundermahl
Se hinderlies dazumahl
Da der heiligen Jungfrauen drei
Wurden verfolget hie vorbey.
Der Esel, darauf sie sasen
Wollt sie doch nicht verlassen
Und ihr Leben zu gewinnen,
Gleich über die Kyll thut springen
Selbe auf den Ufer setzet Ganz unverletzet.“

### Das Freilichtspiel
Bernhard Lemling, ein Heimatdichter aus dem benachbarten Sülm, hatte das Heimatspiel der „drei Jungfrauen von Auw“ geschrieben, das die Dorfgemeinschaft Auw zusammen mit der Pfarrei im Juli 1953 uraufführte. Die Regie hatte Pfarrer Felix Mertens übernommen. Bereits die erste Aufführung war mit 530 Gästen besucht. Die Presse urteilte: „Die bunten Trachten hoben sich von der Wald- und Felsenlandschaft prächtig ab. Das Bild wirkte wie ein Volksfest auf dem Gemälde eines alten niederländischen Malers... Jeder, der dieses Spiel miterlebte, konnte ein wenig Kraft und Entspannung mitnehmen in seinen Alltag, ein Erlebnis, das sicher noch lange in jedem Teilnehmer nachwirken wird.“ In acht Aufführungen wurden rund 6000 Zuschauer gezählt. Am stärksten besucht war die Aufführung am Krautwischtag, dem traditionellen Wallfahrtstag in Auw. Nach der Aufführung an diesem Sonntag machten sich Akteure und Zuschauer zur Prozession durchs Dorf auf.
Der Erlös des Schauspiels, rund 5500 DM, flossen an die Kirchen der Pfarrei, um Kriegsschäden zu beseitigen und um neue Messbücher, liturgische Gewänder etc. zu kaufen. Für den Heimatdichter Bernhard Lemling war es sein größter Erfolg.